# 246837 Bethfabinsky
246837 Bethfabinsky è un asteroide della fascia principale. Scoperto nel 2010, presenta un'orbita caratterizzata da un semiasse maggiore pari a 3,0457844 UA e da un'eccentricità di 0,1615995, inclinata di 8,34510° rispetto all'eclittica.
L'asteroide è dedicato alla statunitense Beth Fabinsky.